# ويليام فروتشن
ويليام فروتشن (بالإنجليزية: William Fortune)‏ هو لاعب كرة قدم أمريكية شمالية ‏ أمريكي، ولد في 14 أكتوبر 1897 في جوليت في الولايات المتحدة، وتوفي في 12 مارس 1947 في شيكاغو في الولايات المتحدة.